# Cvetulja
Cvetulja (cyr. Цветуља) – wieś w Serbii, w okręgu maczwańskim, w gminie Krupanj. W 2011 roku liczyła 214 mieszkańców.